# Grön inflygning
Grön inflygning är en teknik för att minska utsläpp och buller intill flygplatser. Med samordning av flygplanets färddator och markbaserade system kan inflygningen planeras och glidflygning utnyttjas delar av sträckan in mot landningen. Tekniken har testats på Arlanda under 2007.